# Thomas Heurtaux
Thomas Marc Patrice Heurtaux (* 3. Juli 1988 in Lisieux) ist ein ehemaliger französischer Fußballspieler.

## Karriere
Heurtaux begann seine Profikarriere 2007 bei der Reservemannschaft von SM Caen. Nach einer Spielzeit und zwei Ligaspielen wurde er für die Saison 2018/09 an AS Cherbourg ausgeliehen. Nach seiner Rückkehr wurde er dann in den Kader der 1. Mannschaft aufgenommen und gehörte ihm drei Jahre an.
Zur Saison 2012/10 wurde er vom italienischen Erstligisten Udinese Calcio verpflichtet und absolvierte hier bis zum Sommer 90 Ligaspiele. Anschließend wurde er für eine Saison an Hellas Verona ausgeliehen und im Sommer 2018 an den türkischen Erstligisten MKE Ankaragücü abgegeben.